# Dead Snow
Série
Dead Snow 2
(2014)
Pour plus de détails, voir Fiche technique et Distribution.
Dead Snow (Død snø) est un film de zombies/horreur norvégien sorti en 2009 et réalisé par Tommy Wirkola, avec une composante humoristique lors de certaines scènes.

## Synopsis
Un groupe d'étudiants part en haute montagne pour passer quelques jours de vacances dans un chalet isolé. Dès le premier soir, alors que la bonne humeur règne au sein de la bande d'amis, un homme mystérieux vient les prévenir de la malédiction qui hante la région. Prenant l'étranger pour un déséquilibré, le groupe décide de rester malgré tout. Ils seront pourtant confrontés à des êtres terribles venus d'un autre temps : des nazis zombies sortant de terre.

## Fiche technique
- Titre original : Død snø
- Titre anglais : Dead Snow
- Réalisation : Tommy Wirkola
- Scénario : Stig Frode Henriksen, Tommy Wirkola
- Production : Tomas Evjen, Harald Zwart
- Sociétés de production : Euforia Film, Barentsfilm AS, Miho Film, Yellow Bastard Production
- Musique : Christian Wibbe
- Montage : Martin Stoltz
- Langue : norvégien
- Pays d’origine :  Norvège
- Société de distribution : Euforia Film (Norvège)
- Dates de sortie : 9 janvier 2009 (Norvège)
- Dates de sortie en vidéo : 1er décembre 2009 (France)
- Genre : Comédie horrifique et fantastique
- Durée : 90 minutes
- Dates de sortie : 
  - Norvège : 9 janvier 2009
  - France  : 1er décembre 2009 (en vidéo)
- France : interdit aux moins de 16 ans
- Royaume-Uni : interdit aux moins de 18 ans
- Allemagne : interdit aux moins de 18 ans

## Distribution
- Charlotte Frogner (VFB : Célia Torrens) : Hanna
- Orjan Gamst : Standartenführer Herzog
- Stig Frode Henriksen (VFB : Karim Barras): Roy
- Vegar Hoel (VFB : Mathieu Moreau) : Martin
- Jeppe Laursen (VFB : Jean-Paul Clerbois) : Erlend
- Evy Kasseth Røsten (VFB : Dominique Wagner) : Liv
- Jenny Skavlan (en) (VFB : Laurence Stevenne) : Chris
- Bjørn Sundquist (VFB : Emmanuel Liénart) : The Wanderer
- Ane Dahl Torp : Sara
- Lasse Valdal : Vegard

## Autour du film
- Originellement, le film devait s’appeler « Rød Snø » en anglais : Red Snow en référence à la mini-série suédo-norvégienne du même nom.
- Le film porte un regard comique sur la façon dont se déroule un film d’horreur classique.
- Beaucoup de références et de clins d’œil sont faits notamment à Evil Dead, Braindead et les zombies nazis des jeux Call of Duty.
- Il y a une suite qui se nomme Dead Snow 2.
- Stig Frode Henriksen revient dans un autre rôle dans Dead Snow 2.